# Comitatul Yadkin, Carolina de Nord
Comitatul Yadkin este situat în statul Carolina de Nord, SUA. La recensământul din 2000, comitatul avea 	36.348 loc. cu o densitate de 41,6 loc./km². Sediul admministrativ al comitatului este Yadkinville. Comitatul a luat ființă în anul 1850.

## Date geografice
Comitatul Yadkin se întinde pe o suprafață de 874 km².

### Comitate adiacente
- Surry County - nord
- Forsyth County - est
- Davie County - sud-sudest
- Iredell County - sud-sudvest
- Wilkes County - vest

### Autostrăzi majore
- I-77
- US 21 (BUS)
- US 421
- US 601
- NC 67

## Localități

### Orașe (Town)
- Boonville
- East Bend
- Jonesville
- Yadkinville (reședință)

### Townships
- Boonville
- Deep Creek
- East Bend
- Forbush
- North Buck Shoals
- North Fall Creek
- North Knobs
- North Liberty
- South Buck Shoals
- South Fall Creek
- South Knobs
- South Liberty

### Comunități neîncorporate
- Barney Hill
- Branon
- Buck Shoals
- Center
- Brooks' Crossroads
- Courtney
- Enon
- Flint Hill
- Footville
- Forbush
- Hamptonville
- Huntsville
- Lone Hickory
- Longtown
- Marler
- Richmond Hill
- Swan Creek
- Union Hill
- Windsor's Crossroads
- Wyo

### Foste orașe town
- Arlington, unit cu Jonesville în 2001.
- Hamptonville, chartered in 1818.
- Huntsville, incorporat in 1792.
- Shore, incorporat între 1903-1911.
- Smithtown, incorporat in 1924.